# Projekt A-ko
"Projekt A-ko" (japanski プロジェクトA子, Purojekuto Eeko) japanska je anime akcijska ZF komedija iz 1986. koju je režirao Katsuhiko Nishijima. Film je parodija na razne anime filmove i serije iz 1970-ih i 1980-ih, kao što su "Hokuto no Ken", "Macross", "Magical Angel Creamy Mami", "Harmagedon" i "Harlock Saga". Sam naslov je referenca na film Jackieja Chana, "Projekt A". Zbog svoje popularnosti, "Projekt A-ko" je dobio četiri nastavka, međutim nijedan nije dosegnuo pohvale originala.

## Radnja
A-ko Magami je crvenokosa srednjoškolka čija je najbolja prijateljica plavokosa i priglupa C-ko Kotobuki. Jednog jutra, pošto kasne na prvi dan nastave u svojoj novoj srednjoj školi, A-ko potrči nadljudskom brzinom, držeći C-ko za ruku, te uspiju stići na vrijeme. Međutim, profesorica ih ne voli jer su toliko nespretne i ne prate nastavu. U razredu se nalazi i razmažena ali inteligentna djevojka B-ko Daitokuji koja želi postati C-kinom najboljom prijateljicom tako što kani eliminirati A-ko. Njeno neprijateljstvo prema A-ko se samo poveća kada se sjeti da su suparnice još od dječjeg vrtića. Jednog jutra ispred škole, C-ko napravi ogromnog robota kojim želi pobijediti A-ko, međutim pošto ova ima nadljudsku snagu jednostavno uništi mehaničku napravu jednim potezom. 
Idućeg jutra, C-ko se pojavi s novim, većim robotom, no A-ko ga opet s lakoćom svlada. To se ponovi nekoliko puta, sve dok C-ko ne izmisli posebno odijelo kojim postane jednako jaka kao A-ko te izbija takva neumoljiva borba da se pola školske zgrade i velik dio gradske četvrti razori do temelja. Tada se pojavi svemirski brod kojim upravlja vanzemaljska ženska rasa i otme B-ko jer je ona njihova davno izgubljena princeza. Među tom rasom je i D, snažna, muškobanjasta žena. Odmah nakon otmice, A-ko i C-ko sklapaju primirje i udružuju snage kako bi spasili B-ko. C-ko ima odijelo uz pomoć koje može letjeti te tako ona i A-ko stignu u svemirski brod. Tamo se potuku s posadom, sretnu pijanog kapetana broda, Napolipolita, i prouzroče slijetanje i rušenje broda na zemlju. Idućeg jutra, A-ko se budi u svojem domu. Izazi iz kuće i pozdravlja roditelje, Supermana i Wonder Woman. S B-ko odlazi u školu i tamo ponovno sretne C-ko koja bi se tukla.

## Glasovi
- A-ko - Miki Ito
- B-ko - Emi Shinohara
- C-ko - Michie Tomizawa
- Kapetan Napolipolita - Shuichi Ikeda
- D - Tessho Genda
- Profesorica Ayumi - Asami Mukaidono
- Hikaru - Hochu Otsuka
- Mari, Ine, Asa, Ume - Megumi Hayashibara

## Kritike
| „       | "Biti ću iskren, "Projekt A-ko" je do srži besmislen i glup anime. Moja očekivanja nisu bila visoka, ali sam barem priželjkivao malo smijeha i nešto pristojnog "fan servicea". Ne moram ni spomenuti da sam bio razočaran u obje kategorije. Biti ću potpuno iskren, bilo je dva ili tri trenutka gdje sam se doista nasmijao, ali ne mogu ni raspravljati o njima iz straha da ne uništim jedine dobre dijelove ovog žalosnog, žalosnog animea". | ” |
| — Kuma, | |   |

| „                   | "Kada se "Projekt A-ko" pojavio u ranim 90-ima, bio je nešto što ljudi u Americi nikada nisu imali prilike vidjeti. Imao je pretjeranu akciju, odličnu animaciju, golotinju, transvestite, te je predstavio najpokudniji lik u povijesti animea (ako se zanemari Chibiusa). Malo je ljudi slutilo da je ovo dio anime povijesti, ogroman eksperiment slobodnog stila u animaciji koji se danas, u svijetu ograničenog budžeta, nipošto ne bi mogao snimiti. Tada, u 80-ima, kada je "Projekt A-ko" snimljen, sve je bilo puno opuštenije. Autorsko pravo nije bilo strogo nametnuto u Japanu a zbijanje šala na račun neke osobe je bilo OK, čak i bez dozvole. Stoga su Yuji Moriyama, Tomoko Kawasaki i Katsuhiko Nishijima uzeli ono što je trebao biti "Creamy Lemon" (meki pornić) film, i odlučili napraviti što god im se htjelo od toga." | ” |
| — Matthew Anderson, | |   |

| „               | "Tu ima puno gegova u rasponu od čistog slapsticka do skrivenih šala koje traju samo nekoliko kadrova. Međutim, koliko god smiješan ovaj film pokušavao biti, nisam se puno smijao. Pretjerana ludost izazvala je kolutanje očima a ne smijeh, a pošto nisam vidio sve anime naslove koje parodira, sigurno sam propustio dobar dio šala." | ” |
| — Pete Harcoff, | |   |

| „               | "Likovi A-ko i B-ko su dekonstruirani sklopovi temeljnih steretipova junaka/zlikovaca, a cijenjeno glavno tržište animea, ogromni mecha, se razotkriva kao krajnje apsurdna ideja koja to i jeste. Ništa nije sveto u A-kinom svijetu, ali je očito da su autori doista voljeli to što su karikirali, a njihov smisao za ushit je očit u svakom kadru. No "Projekt A-Ko" je više od jedne komedije...to je ujedno jedan od najvećih akcijskih anime filmova ikada snimljenih. Cijela druga polovica filma je u biti jedna produžena scena tučnjave. Kada se A-ko i B-ko počnu tuči, razvale zidove diljem grada." | ” |
| — Mike Crandol, | |   |

## Vanjske poveznice
- Projekt A-ko u internetskoj bazi filmova IMDb-a
- Projekt A-ko na Anime News Network Encyclopedia
- Projekt A-ko na AnimeNfo